# Zuid-Duits voetbalkampioenschap 1919/20
In 1919/20 werd het twintigste voetbalkampioenschap gespeeld dat georganiseerd werd door de Zuid-Duitse voetbalbond. Door het einde van de Eerste Wereldoorlog werd er in 1918/19 geen competitie gespeeld, enkel een bekercompetitie die door Nürnberg gewonnen werd. Nürnberg werd ook kampioen en plaatste zich voor de eindronde om de Duitse landstitel. SpVgg Fürth had zich niet geplaatst voor de Zuid-Duitse eindronde, maar was als verdedigend landskampioen wel voor de Duitse eindronde geplaatst.
Nürnberg versloeg VfB Leipzig en Titania Stettin, Fürth versloeg VfTuR München-Gladbach en Vereinigte Breslauer Sportfreunde. Beide clubs stonden tegenover elkaar in de finale, die met 2-0 door Nürnberg gewonnen werd.
De clubs uit Elzas-Lotharingen verdwenen uit de competitie nu dit gebied opnieuw onder Franse vleugels was komen te staan.

## Eindronde

### Voorronde

#### Südkreis
| Plaats | Club                            | Wed. | W | G | V | Saldo | Ptn. |
| ------ | ------------------------------- | ---- | - | - | - | ----- | ---- |
| 1.     | Freiburger FC                   | 4    | 3 | 0 | 1 | 9:10  | 6:2  |
| 2.     | FA Bayern im TuSpV Jahn München | 4    | 1 | 0 | 3 | 11:10 | 3:5  |
| 3.     | Stuttgarter SC                  | 4    | 1 | 1 | 2 | 8:8   | 3:5  |

|  | Geplaatst voor halve finale |

#### Nordkreis
| Plaats | Club                   | Wed. | W | G | V | Saldo | Ptn. |
| ------ | ---------------------- | ---- | - | - | - | ----- | ---- |
| 1.     | 1. FC Nürnberg         | 6    | 5 | 1 | 0 | 23:5  | 11:1 |
| 2.     | SV Waldhof 07 Mannheim | 6    | 3 | 0 | 3 | 15:18 | 6:6  |
| 3.     | Frankfurter FV         | 6    | 1 | 2 | 3 | 5:13  | 4:8  |
| 4.     | Kickers Offenbach      | 6    | 1 | 1 | 4 | 7:14  | 3:9  |

|  | Geplaatst voor halve finale |

#### Westkreis
| Plaats | Club                   | Wed. | W | G | V | Saldo | Ptn. |
| ------ | ---------------------- | ---- | - | - | - | ----- | ---- |
| 1.     | FC Pfalz Ludwigshafen  | 4    | 4 | 0 | 0 | 14:4  | 8:0  |
| 2.     | SC Saar 05 Saarbrücken | 4    | 1 | 0 | 3 | 4:8   | 2:6  |
| 3.     | Germania Wiesbaden     | 4    | 1 | 0 | 3 | 2:6   | 2:6  |

|  | Geplaatst voor halve finale |

### Halve Finale
|            |                       |       |               |  |
| 2 mei 1920 | FC Pfalz Ludwigshafen | 5 - 0 | Freiburger FC |  |
| 2 mei 1920 |                       |       |               |  |

Nürnberg had een bye.

### Finale
|            |                |       |                       |           |
| 9 mei 1920 | 1. FC Nürnberg | 3 - 0 | FC Pfalz Ludwigshafen | Stuttgart |
| 9 mei 1920 |                |       |                       | Stuttgart |